# Multiperspektivität (Sportpädagogik)
Multiperspektivität, Mehrperspektivität oder Pluriperspektivität bezeichnet allgemein das Phänomen, dass eine Sache, ein Lerngegenstand oder ein Lernvorgang sich von verschiedenen Seiten betrachten lässt. Je nach Standort des Betrachters bietet dieselbe Sache unterschiedliche Sichtweisen und persönliche Zugänge. Aufgrund der Mehrdeutigkeit des Begriffs findet er sich in der Sportdidaktik mit unterschiedlichen Sinngebungen verbunden.

## Historisches
Den Begriff der Perspektive und den zugehörigen Begriff des Standpunktes, von dem aus man Dinge unterschiedlich betrachten kann, führte Gottfried Wilhelm Leibniz (1646–1716) in die Philosophie und damit in die Geisteswissenschaft ein. Perspektivismus und  Perspektivität bezeichnen seither  philosophische Lehren, die besagen, dass die Wirklichkeit unterschiedliche Aspekte aufweist und entsprechend in ihrer Beurteilung von Standpunkt und Eigenschaften des betrachtenden Individuums abhängig ist.
In der Sportwissenschaft verbreiteten sich die Begriffe „mehrperspektivisch“ und „mehrdimensional“ im Zusammenhang mit der Gestaltung von Lernprozessen erst Anfang der 1970er Jahre mit den Publikationen von Warwitz (1974) und Giel & Hiller (1974). Ausschlaggebend für die Neukonzeption der Sportdidaktik war dabei, dass derselbe Gegenstand unterschiedliche Sichtweisen und Zugänge nicht nur zulässt, sondern sachbegründet und didaktisch auch erfordert. Der Begriff erlebte nach der Jahrtausendwende in den Lehrplänen zum Sport eine Wiederentdeckung.

## Sichtweisen

### Mehrperspektivität als Charakter des Lerngegenstands
„Mehrperspektivisches Unterrichten“ bedeutet nach der Vorstellung des Didaktikers Siegbert A. Warwitz, denselben, anspruchsvollen, Lerngegenstand von unterschiedlichen Seiten her beleuchten, seine Facetten wahrnehmen und lernsystematisch  erarbeiten, damit ein realitätsgerechtes Bild und eine sachgerechte Aneignung entstehen können. Ausgangspunkt ist dabei die Komplexität des Gegenstands Sport als „Kulturphänomen und Gesellschaftsproblem“ (S. 10), aber auch das Feld der mit ihm verbundenen gesellschaftlichen Aufgaben, deren Bearbeitung das einzelne Fach überfordert. Mehrperspektivität verlangt entsprechend sinnvollerweise eine „Öffnung der Fächer in Richtung einer interdisziplinären Kooperation“, damit die unterschiedlichen Sachaspekte über praktisches Handeln und Bewegungserfahrungen, aber auch kognitiv und sachkompetent erschlossen werden können. Der damit mögliche Perspektiven-Wechsel soll unter Inanspruchnahme der sachlichen und didaktischen Kompetenzen der zuständigen Fächer zu einer kritischen Erkenntnisbereicherung leiten. Als methodisch adäquate Umsetzungsformen werden der Projektorientierte Unterricht und der Projektunterricht genannt. Als veranschaulichendes Denkmodell dient das entsprechend erweiterte  Didaktische Dreieck. Danach  korrespondieren mit dem „mehrperspektivischen Charakter des Gegenstands“ auf der Seite des Lernenden die Notwendigkeit des „mehrdimensionalen Lernens“, d. h. die Aktivierung mehrerer Lernpotenzen, und auf der Lehrerseite das Erfordernis der Teamarbeit.
Mehrperspektivisches Unterrichten bedeutet nach Warwitz „Integration der Fachansätze unter einer übergeordneten gemeinsamen Aufgabenstellung“. Konkret heißt das, beispielsweise so komplexe Lerngegenstände wie das Problemfeld „Angst-Mut-Risiko-Wagnis“ fächerintegrativ zu erarbeiten, indem etwa praktische Erfahrungen mit Mutproben im Sportunterricht mit der Reflexion von Literaturbeispielen im Deutschunterricht und physiologischen und psychologischen Analysen der Gefühlsereignisse im Biologie- bzw. Soziologieunterricht in Projektform miteinander verbunden werden.

### Mehrperspektivität als Vielfalt der Sinngebungen
Mehr- oder Multiperspektivität ist aber auch als das pädagogische Prinzip verstehbar, nach dem dieselbe Aktivität im Sport selbst unter verschiedenen Gesichtspunkten betrieben werden kann:
Ohne den Begriff zu verwenden, hatten bereits die Philanthropen wie GutsMuths und die Begründer der Turnbewegung wie Friedrich Ludwig Jahn erkannt, dass sich die „Gymnastik“ bzw. das „Turnen“ unter verschiedenen  pädagogischen Zielsetzungen praktizieren lässt. So sah etwa GutsMuths in seinen gymnastischen Spielen und Übungen gleichzeitig einen gesundheitlichen, einen vormilitärischen, einen wettkampfsportlichen und einen pädagogischen Nutzen.
Die Sportpädagogen Klaus Giel, Gotthilf Hiller u. a. haben  die Mehrperspektivität 1974 zunächst für die Grundschule als pädagogisches Ziel ausgegeben.
Der amerikanische Psychologe G.S. Kenyon untersuchte die verschiedenartigen Sinngebungen des persönlichen Verhältnisses zu Sport (im weitesten Sinne) während des gesamten Lebenslaufs und kam dabei zu sechs Einstellungen:
- Sporttreiben, um mit anderen Menschen zusammen sein zu können (soziales Miteinander),
- Sporttreiben, um die Gesundheit und Fitness zu verbessern oder zu erhalten (Gesundheit),
- Sporttreiben, um Aufregung und Nervenkitzel zu erfahren (Risiko),
- Sporttreiben, um Freude an schönen und eleganten Bewegungen zu haben (Ästhetik),
- Sporttreiben, um sich zu entspannen (Katharsis),
- Sporttreiben, um sich selbst zu überwinden (Askese).

Seine ATPA-Skalen (attitude towards physical activity – Einstellungen gegenüber körperlicher Aktivität) wurden international verwendet, so auch von Roland Singer u. a., die die deutsche Fassung an den verschiedenen Personengruppen testeten und normierten.
Im Nachgang zu Kenyon und unter Zugrundelegung der Arbeiten von Singer u. a. entwickelte Dietrich Kurz sein sportpädagogisches Konzept der Mehrperspektivität, das er in den Zusammenhang von Handlungsfähigkeit sowohl für die Schüler (im Sinne von lebenslangem Lernen) als auch für den Lehrer stellte. Er stützte sich dabei auch auf die Arbeiten zum Lifetimesport von Konrad Paschen. Aus der Sicht von Kurz gibt es die folgenden Sinnperspektiven:
- Gesundheit und Fitness,
- Kontakte zu anderen Menschen,
- Herausforderungen, sich in Leistungssituationen zu erproben,
- ein Medium ästhetischer Botschaften und Erfahrungen,
- neuartige und aufregende Bewegungserfahrungen,
- Spannung und Reiz des ungewissen Ausgangs.[10]

Diese Perspektiven sind immer vorhanden, die persönliche Gewichtung ist jedoch von der Biografie des Schülers abhängig und verändert sich im Laufe des Lebens. Im Sportunterricht sollen alle Perspektiven angesprochen werden, um auf lebenslanges Sporttreiben mit unterschiedlichen Perspektiven vorzubereiten. Es gelang Kurz,  sein Modell in den Lehrplänen von Nordrhein-Westfalen als Übergreifende Kompetenzerwartungen zu verankern.